# Victor Campenaerts

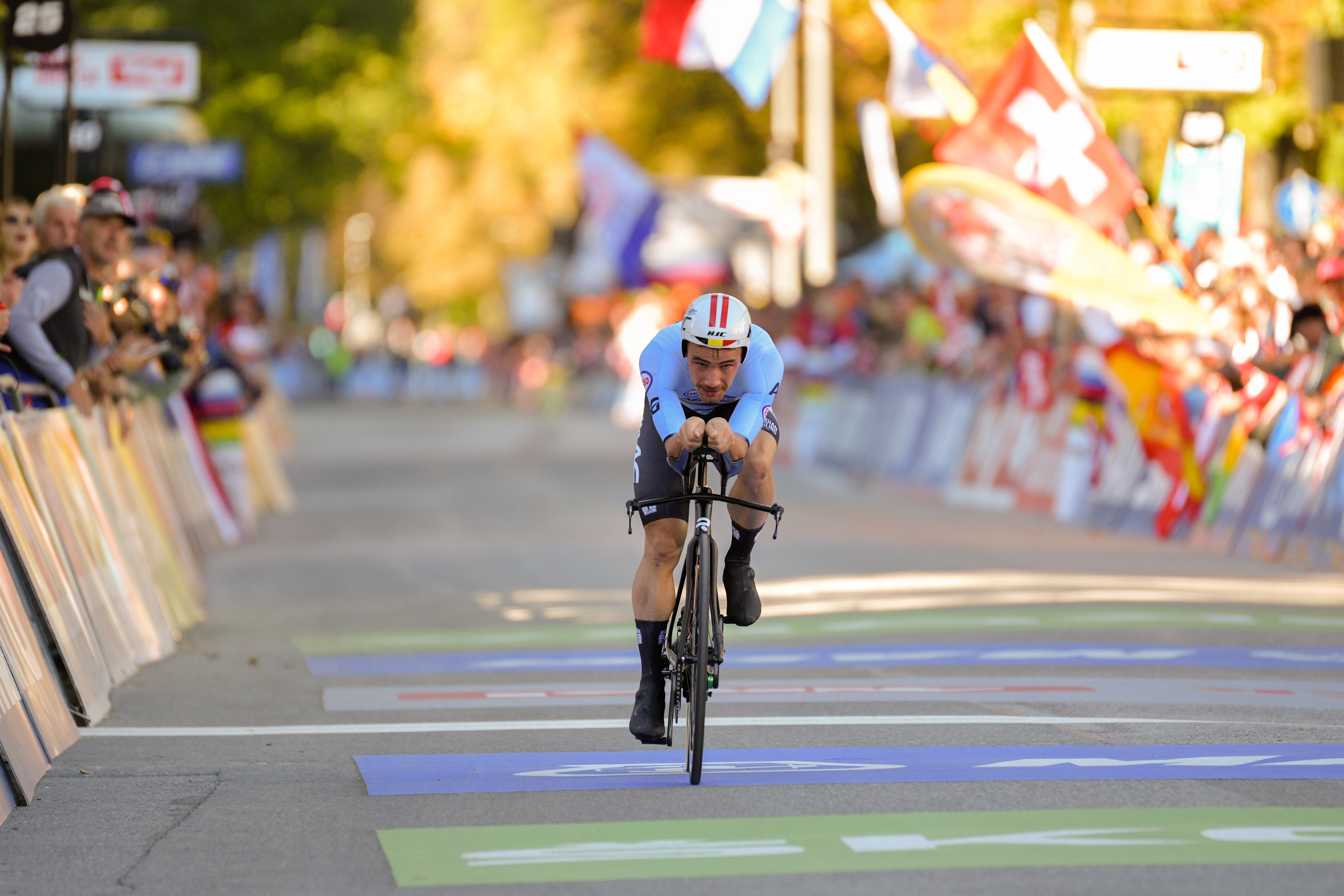
Campenaerts beim Einzelzeitfahren der WM 2018

Victor Campenaerts (* 28. Oktober 1991 in Wilrijk) ist ein belgischer Radrennfahrer. Er wurde 2017 und 2018 Europameister im Einzelzeitfahren. Am 16. April 2019 verbesserte er den bis dahin bestehenden Stundenweltrekord auf 55,089 Kilometer.

## Karriere
Victor Campenaerts wurde 2013 Europameister im Einzelzeitfahren der U23. Zuvor war er bereits belgischer Meister in dieser Disziplin geworden. 2014 erhielt er einen Vertrag bei Topsport Vlaanderen-Baloise. 2015 gewann er das französische Duo Normand, ein Paarzeitfahren, mit seinem Teamkollegen Jelle Wallays. Ein paar Monate vorher wurde Campenaerts bester Nachwuchsfahrer bei der Tour de Wallonie.
2016 wechselte er zum UCI WorldTeam Lotto NL-Jumbo. Zudem wurde er belgischer Meister im Einzelzeitfahren. Im September 2016 gewann er die Silbermedaille bei den Europameisterschaften im Einzelzeitfahren in Plumelec. Bei der Ruta del Sol 2017 gewann er das Einzelzeitfahren mit einer Sekunde vor Alejandro Valverde.
Für Aufsehen sorgte Campenaerts beim Einzelzeitfahren auf der zehnten Etappe des Giro d’Italia 2017, wo er mit geöffnetem Trikot durch das Ziel fuhr. Auf seinem Oberkörper stand Carlien daten geschrieben, womit er die Triathletin Carlien Carvel, mit der er öfters trainiert und um ein Date bat. Carvel stimmte einem Date zu. Die Aktion wurde von der UCI mit 100 CHF als Strafe belegt. Bei den UEC-Straßen-Europameisterschaften 2017 gewann er Gold im Einzelzeitfahren mit drei Sekunden vor dem Polen Maciej Bodnar.
2018 konnte er seinen Europameistertitel im Zeitfahren erfolgreich verteidigen, diesmal mit einem Vorsprung von sechs Hundertstel Sekunden auf Jonathan Castroviejo, bei den Weltmeisterschaften in Innsbruck gelang ihm im Einzelzeitfahren der Gewinn der Bronzemedaille, nur fünf Hundertstel Sekunden hinter dem Zweitplatzierten Tom Dumoulin.
Im Februar 2019 bestätigte der Weltradsportverband UCI die Termine 16. oder 17. April 2019, an denen Campenaerts auf der Bahn im Velódromo Bicentenario im mexikanischen Aguascalientes den Stundenweltrekord in Angriff nehmen wollte; die Bahn liegt über 1500 Meter hoch, weshalb schon viele Rekorde auf ihr aufgestellt wurden. Am 16. April verbesserte Campenaerts den bisherigen Stundenweltrekord von Bradley Wiggins von 54,526 Kilometern, den dieser im Juni 2015 im Londoner Lee Valley Velodrome aufgestellt hatte. Er fuhr 55,089 Kilometer innerhalb von einer Stunde und überbot Wiggins um 563 Meter. Damit war er auch der erste Fahrer, der die Grenze von 55 Kilometern knackte. Der letzte belgische Stundenweltrekordhalter war Eddy Merckx, der 49,431 Kilometer im Oktober 1972 erreicht hatte.
Im Jahr 2020 wechselte Victor Campenaerts zum Team NTT Pro Cycling (später Team Qhubeka NextHash) und wurde Dritter im Zeitfahren der Straßenradsport-Europameisterschaften, ehe er zweimal Etappenzweiter beim Giro d’Italia wurde. Sein erster Grand-Tour-Etappensieg folgte ein Jahr später, als er die 15. Etappe des Giro d’Italia 2021 nach einem langen Ausreißversuch im Zweiersprint gewann. Zur 17. Etappe trat er wegen einer Verletzung am Bein nicht mehr an. Am Ende der Saison beendete er die Benelux Tour auf dem dritten Gesamtrang.
Nachdem das Team Qhubeka NextHash seine Arbeit einstellte, kehrte Campenaerts im Jahr 2022 zur Lotto Soudal-Mannschaft zurück und fokussierte sich vermehrt auf belgische Eintagesrennen. Er gewann den Grote Prijs Jef Scherens und verpasste als Vierter nur knapp das Podium von Dwars door Vlaanderen. Weiters zeigte er mit Rang fünf beim Omloop Het Nieuwsblad auf und sicherte sich die Bergwertung der Tour de Wallonie. Im Jahr 2023 gewann er den Druivenkoers und das Einzelzeitfahren der Luxemburg-Rundfahrt. Sein bislang größter Erfolg folgte im Jahr 2024, als er die 18. Etappe der Tour de France im Sprint der Ausreißergruppe vor dem Franzosen Mattéo Vercher gewann.
Im August des Jahres 2024 wurde seine Rückkehr zu Team Visma-Lease a Bike bestätigt, bei der er im Jahr 2016 seine Debüt als UCI-WorldTeam-Fahrer gegeben hatte.

## Erfolge
2013
- Europameister – Einzelzeitfahren (U23)
- Belgischer Meister – Einzelzeitfahren (U23)

2015
- Duo Normand (mit Jelle Wallays)
- Nachwuchswertung Tour de Wallonie

2016
- Belgischer Meister – Einzelzeitfahren
- Europameisterschaft – Einzelzeitfahren

2017
- eine Etappe Ruta del Sol
- Europameister – Einzelzeitfahren

2018
- Belgischer Meister – Einzelzeitfahren
- Europameister – Einzelzeitfahren
- Weltmeisterschaft – Einzelzeitfahren

2019
- eine Etappe Tirreno–Adriatico
- eine Etappe Belgien-Rundfahrt

2020
- Nedbank Cycle Classic
- Europameisterschaft – Einzelzeitfahren

2021
- eine Etappe Giro d’Italia

2022
- Grote Prijs Jef Scherens

2023
- Goldene Rückennummer Tour de France

2024
- eine Etappe Tour de France

## Wichtige Platzierungen
| Grand Tour            | 2014 | 2015 | 2016 | 2017 | 2018 | 2019 | 2020 | 2021 | 2022 | 2023 | 2024 | 2025 |
| --------------------- | ---- | ---- | ---- | ---- | ---- | ---- | ---- | ---- | ---- | ---- | ---- | ---- |
| Giro d’ItaliaGiro     | –    | –    | –    | DNF  | DNF  | 111  | 95   | DNF  | –    | –    | –    | –    |
| Tour de FranceTour    | –    | –    | –    | –    | –    | –    | –    | DNF  | –    | 64   | 81   | 28   |
| Vuelta a EspañaVuelta | –    | –    | 143  | –    | 102  | –    | –    | –    | –    | –    | 111  |      |

| Weltmeisterschaft        | 2014 | 2015 | 2016 | 2017 | 2018 | 2019 | 2020 | 2021 | 2022 | 2023 | 2024 |
| ------------------------ | ---- | ---- | ---- | ---- | ---- | ---- | ---- | ---- | ---- | ---- | ---- |
| StraßenrennenStraße      | –    | –    | –    | –    | –    | –    | –    | 20   | –    | DNF  | DNF  |
| EinzelzeitfahrenEZF      | –    | –    | 26   | 16   | 3    | 11   | 8    | –    | –    | –    | 9    |
| MannschaftszeitfahrenMZF | 17   | 16   | 5    | 7    | –    | –    | –    | –    | –    | –    | –    |